# コロンビア・スラウ
コロンビア・スラウ（英語: Columbia Slough）は、アメリカ合衆国オレゴン州でコロンビア川の氾濫原を流れる全長約 31キロメートル (19 mi) の狭隘な水路である。その源頭はポートランド郊外のフェアビューにあり、グレシャムおよびポートランド市内を蛇行し、ウィラメット川とコロンビア川との合流点から約 1.6キロメートル (1 mi) 上流でウィラメット川に流れ込む。これはコロンビア川の支流である、スラウを挟んで東側のサンディー川と西側のウィラメット川との間に広がっていた歴史的な湿地帯の名残であり、堰堤がスラウ本流区間の大半と支流や分断した水域、そして近傍の湖沼を囲んでいる。治水区の職員がポンプや水門を操作して洪水調節を行っている。潮汐の影響によりスラウの下流部では逆流が生じている。
溶岩流出や火山噴火、そしてミズーラ洪水などの地質学的作用により形成されたコロンビア川の氾濫原は、川の流れに沿ってオレゴン州マルトノマ郡からワシントン州クラーク郡に至るポートランド盆地の一端を構成している。オレゴン州人口の5パーセントに当たる約158,000人が、およそ 130平方キロメートル (51 sq mi) に及ぶスラウ流域に居住している。スラウの上流域へ市当局が設置した井戸が、ポートランドおよび近郊の市町の運営する上水道の水源となっている。流域内では市や治水区、郡、そしてオレゴン州の地方行政組織である Metro などの所轄が複雑に重なり合っている。スロウ中流域ではポートランド国際空港を、下流部周辺では港湾施設を地方部局が運営している。オレゴン州環境局 (DEQ) とポートランドの環境保護局 (BES) が環境問題を取り扱っている。
非先住民が探索に訪れるはるか以前より、ネイティブ・アメリカンの部族はスラウ周辺で釣魚や狩猟を営んでいた。19世紀初頭、ルイスとクラークなどの探検家や毛皮猟師がこの地域にたどり着いた以降、大勢の移民が東方から押し寄せた。入植者は森を切り開き、家屋を立て、農地を開墾していき、20世紀初頭には都市や港湾、道路網や鉄道網、そして工場がスラウ周辺に築かれていった。氾濫原が開発されていくにつれ洪水による被害も深刻化した。これに対し、この地域を囲う大規模な堤防が築かれた。1948年の洪水にこの堤防が決壊したことで、ヴァンポート・シティが壊滅し、その地は放棄された。
コロンビア川本流からの流入が遮られ、さらに20世紀前半を通じて周囲から排水が流入したために、コロンビア・スラウはオレゴン州で最も水質が悪化した水路となった。未処理の下水と産業排水による汚染に対する当初の浄化策は失敗に終わった。しかし、1952年にポートランドが下水処理を開始し、それに加えて連邦議会の制定した水質浄化法および同様の法令により義務付けられた、更なる水質改善活動がその後60年にわたって続けられた。州政府と地元自治体は、往々にして民間のボランティア団体の支援を受けながら、多くの宅地や工場地帯、商業地域に道路網が広がる地域で公衆衛生や自然環境、レクリエーションに係る事業を展開していった。流域内の2次及び3次産業の就労人口は約57,000人におよび、150種以上の鳥類や26種の魚類にカワウソやビーバー、コヨーテといった野生動物の生態に影響を与えている。アメリカ国内最大級の都市域淡水湿地であるスミス・アンド・バイビー湿地自然地域はスラウ下流域にあり、下水処理場や港湾施設、ゴルフコースや自動車レーストラックに隣接している。暗渠や堤防区間を担いで越えられるカヌー等であれば、スラウ全域を行来可能である。40マイル・ループなどのハイキングやサイクリング用トレイルが水路に沿って延び、複数の園地をつないでいる。

## 名称
スラウ（英語: Slough） とは、深い泥や泥炭地、沼や入り江、バックウォーターなどが広がる場所、もしくは沼地や干潟の中を流れる小河川を意味する単語である。コロンビア・スラウはアメリカ地質調査所の地名情報システムにおいて「河川」として分類されている。このスラウは元々コロンビア川の側方流路もしくは分流であったことから、その名が冠されている。「コロンビア川」の名称自体はボストンの毛皮商人にして捕鯨を営んでいたロバート・グレイが1792年にコロンビア川を航行不能となるまで遡上した際に、自分の乗船「コロンビア・レディヴィヴァ」にちなんで命名したものである。そもそも船名に使われていた「コロンビア」はクリストファー・コロンブスに由来する。

## 流路

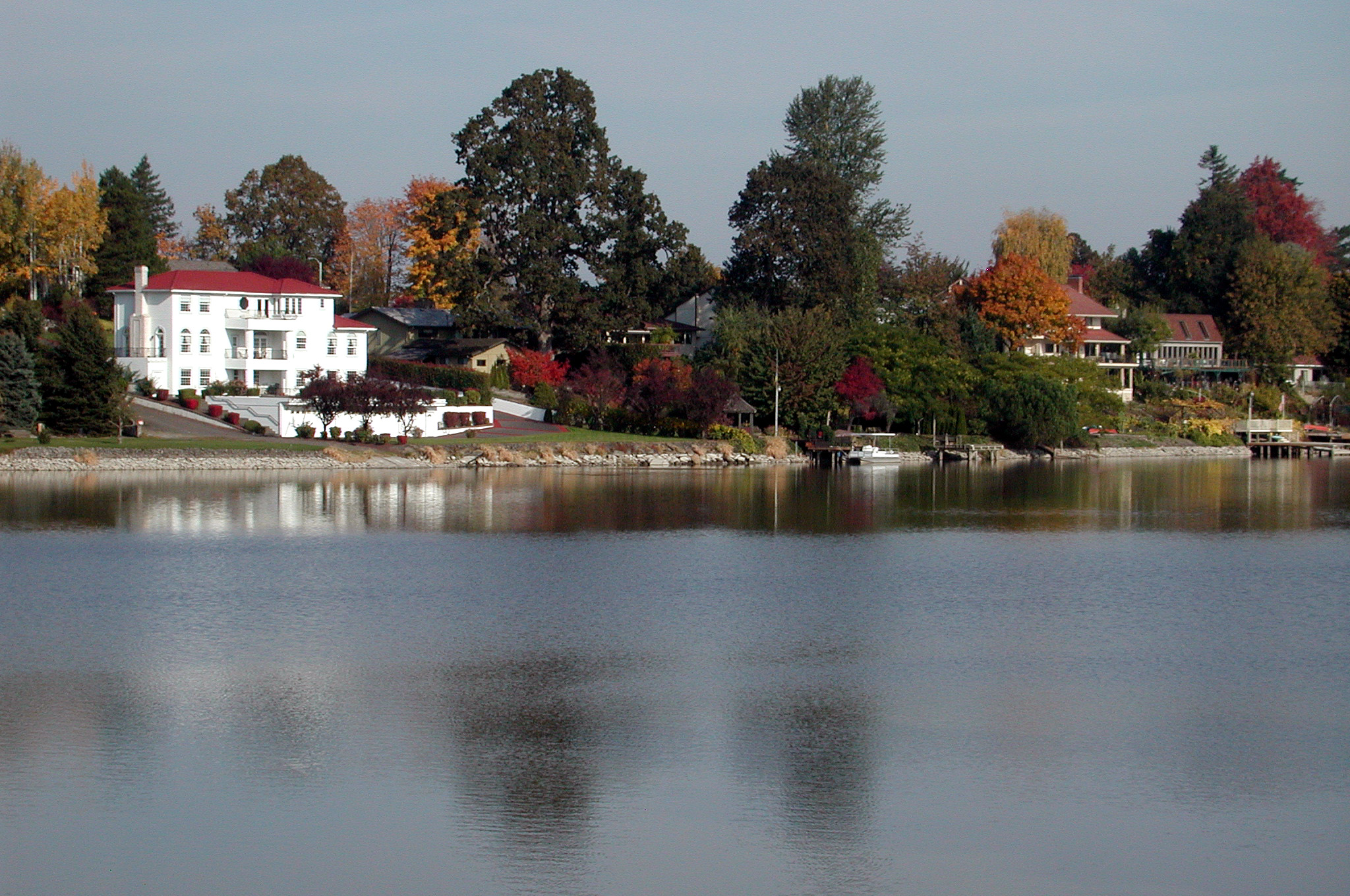
コロンビア・スラウ上にかかる橋梁から北東方向を見たフェアビュー湖の眺め

コロンビア・スラウはマルトノマ郡内でコロンビア川からおよそ 0.6 - 2.7キロメートル (0.4 - 1.7 mi)  南をおおむね平行に流れている。このスラウはフェアビュー市内のフェアビュー湖から流れ出し、すぐにグラシャム市内に入る。さらに1マイルも流れないうちにポートランド市内に入り、その後はおおむね西方に約 1.6キロメートル (1 mi) 流下したところでウィラメット川に合流する。流路を通してその水面の標高はほとんど変わらず、源頭で 3.0メートル (10 ft) 、終点となる合流点でも 2.7メートル (9 ft) でしかない。半日ごとに起きる上げ潮の際には、逆流がスラウ下流部を 13.7キロメートル (8.5 mi) も遡る。
アメリカ国道30号線（サンディ・ブルーバード）の北をおおむね平行に、スラウは終点から 28.2キロメートル (17.5 mi) 地点で左岸側にツィマーマン・ヘリテイジ・ファーム公園、そのわずか下流の右岸側にビッグ・フォー・コーナーズ湿地を望み、そのすぐ後で左岸側からウェルクス川が流入する。終点からおよそ 24.9キロメートル (15.5 mi) 地点で、スラウは上流部と中流部の境界となる堤防の水門を通り抜ける。そのすぐ下流でスラウはインバネス刑務所に隣接したプリズン・ポンド湿地を左岸に望み、同じく左からジョンソン・レイク・スラウと接続する。続いて州間高速道路205号線の下を潜り、そこから終点までのほとんどの区間を、左岸側のコロンビア・ブルーバードと並走する。左岸側にジョンソン湖を望みながら、スラウはコルウッド・ゴルフコースを横断する。そしてポートランド国際空港とオレゴン州兵空軍基地の南を通過する。その対岸にはウィタカー・ポンズ自然公園が広がっている。そのすぐ下流で左岸からウィタカー・スラウが合流し、続いてブロードムーア・ゴルフコースを横断する。終点から 14 and 13キロメートル (9 and 8 mi) の区間で、左岸からバッファロー・スラウが流入し、右岸側の廃止されたペニンシュラ・ドレイネージ運河（都市運河）を通過する。この地点で、スラウは中流域と下流域を分ける堤防内の暗渠を通過し、これ以降流れは潮汐の影響を受けるようになる。
続く区間でコロンビア・スラウは、終点から 11キロメートル (7 mi) 地点で州間高速道路5号線の下を通る。その先の右岸側にはデルタ・パークやポートランド・インターナショナル・レースウェイ、ヘロン・レイクス・ゴルフコースが並ぶ。この地には、1948年の洪水で破壊されるまで、ヴァンポートの市街が広がっていた。その下流の左岸側にはコロンビア・プルーバード下水処理場が設置されている。
スラウはワパト湿原とスミス・アンド・バイビー湿地自然地域内を通り抜けていく。その途中で、終点から 4.8キロメートル (3 mi) 地点で右岸側の元セント・ジョンズ廃棄物処分場と左岸側のピア公園の間を通る。その直後にスロウの流れは北へ鋭く向きを変え、右岸側からバイビー湖に繋がるノース・スラウと合流し、次にラムゼー湖湿原とケリー・ポイント公園を通り抜けてウィラメット川と、そのコロンビア川との合流点から約 1.6キロメートル (1 mi) 上流で合流する。コロンビア川の河口はさらに 163キロメートル (101 mi) 下流のアストリアにあり、太平洋へ注ぎ込む。

### 流量
1989年より、USGSがウィラメット川との合流点より 1.0キロメートル (0.6 mi) 上流に流量計を設置して、コロンビア・スラウの流れを監視している。流域面積が未確定のこの地点における機器が記録した平均流量は 3立方メートル毎秒 (93.8 cu ft/s)  である。最大流量は1995年12月5日の 68立方メートル毎秒 (2,400 cu ft/s)  で、最小流量（最大の逆流量）は −190立方メートル毎秒 (−6,700 cu ft/s)  で1996年2月7日のコロンビア川とウィラメット川を襲った洪水によるものである

## 流域
コロンビア・スラウの流域面積は約 130平方キロメートル (51 sq mi) で、東側のサンディー川と西側のウィラメット川とのコロンビア川への合流点の間に広がる氾濫原を占めている。ポートランドの一部地域、フェアビュー、グレシャム、メイウッド・パーク、ウッド・ヴィレッジ、そしてムルトノマ郡の非法人地域が流域内に存在する。2005年現在、オレゴン州人口のおよそ5パーセントに当たる約158,000人が流域内で居住している。
スラウの流域には住宅地や農地、空港、緑地、54か所の学校、州間高速道路、線路、商業用地、工業用地が広がっている。一般に流域の北部が工業や商業用地として使われ、南部が住宅地で東へ行くほど農地が増える。2001年において、戸建て住宅地が流域の三分の一、複合用途地域も三分の一を占める。残る土地は12パーセントが工業用、同じく12パーセントが緑地や公園、6パーセントが集合住宅、3パーセントが商業地で2パーセントが農地や森林である。2005年現在、約3,900社が流域内で事業しており、およそ57,000人を雇用している。
コロンビア・スロウに周りには、東にサンディ川、南にジョンソン川、南から西にかけてがウィラメット川、そして北にコロンビア川の流域が広がっている。流域のすぐ北を流れるコロンビア川には大きな中洲があり、それぞれ東からマクガイル島、ガバメント島、レモン島、トマホーク島、それと地続きになっているヘイデン島である。スロウの終点のすぐ西には、コロンビア川とウィラメット川の二つの流れに囲まれたソーヴィー島がある。

### 管轄
多くの行政機関がコロンビア・スラウとその流域に対し公務を行っている。ポートランドやフェアビュー、グレシャム、メイウッド・パーク・ウッド・ヴィレッジの各自治体とマルトノマ郡政府の判断がこのスラウに影響を及ぼすことになる。ポートランド都市圏の地域政府機関であるメトロは、ビッグ・フォー・コーナーズ湿地やスミス・アンド・バイビー湿地自然地域のような野生生物の生息域の取得・保護に携わっている。その活動の一環としてスラウ周辺で40マイル・ループといったトレイルの未開通区間の用地取得を進めたり、水辺へのアクセス路を整備を行っている。アメリカ合衆国環境保護庁 (EPA) は水質浄化法に基づき、スラウの水質管理に関する権限をオレゴン州環境局に委譲している。オレゴン州知事によって任命された委員によって運営される地域機関であるポートランド港湾局は、流域の約11パーセントを所有し管理している。また流域には治水区が３つ設けられており、互いに所轄を重複しながらスラウの氾濫原の水流を管理している。

### 年次報告書
2015年、ポートランド環境局 (BES) は市域に広がる流域全体やその一部区域に関する年次報告書の刊行を開始した。報告書では水文、水質、生息域、野生生物の4部門ごとに等級決めしている。水文等級は流域内の舗装路などの不浸透性地表面積と、河川が滞留したり分流することなく自由に流れる度合いに基づいて決められる。水質等級は溶存酸素量や大腸菌群数、水温、浮遊物質濃度、水銀やリンなどの汚染物質の量によって決められる。生息域等級は河川の堤防や氾濫原、水辺地帯や林冠などの状況によって決められる。野生生物等級は鳥類や魚類、大型無脊椎動物などの個体数により評価される。2015年におけるコロンビア・スラウの等級は水文：B−、水質：B−、生息域：D−、野生生物：F であった。

## 地質

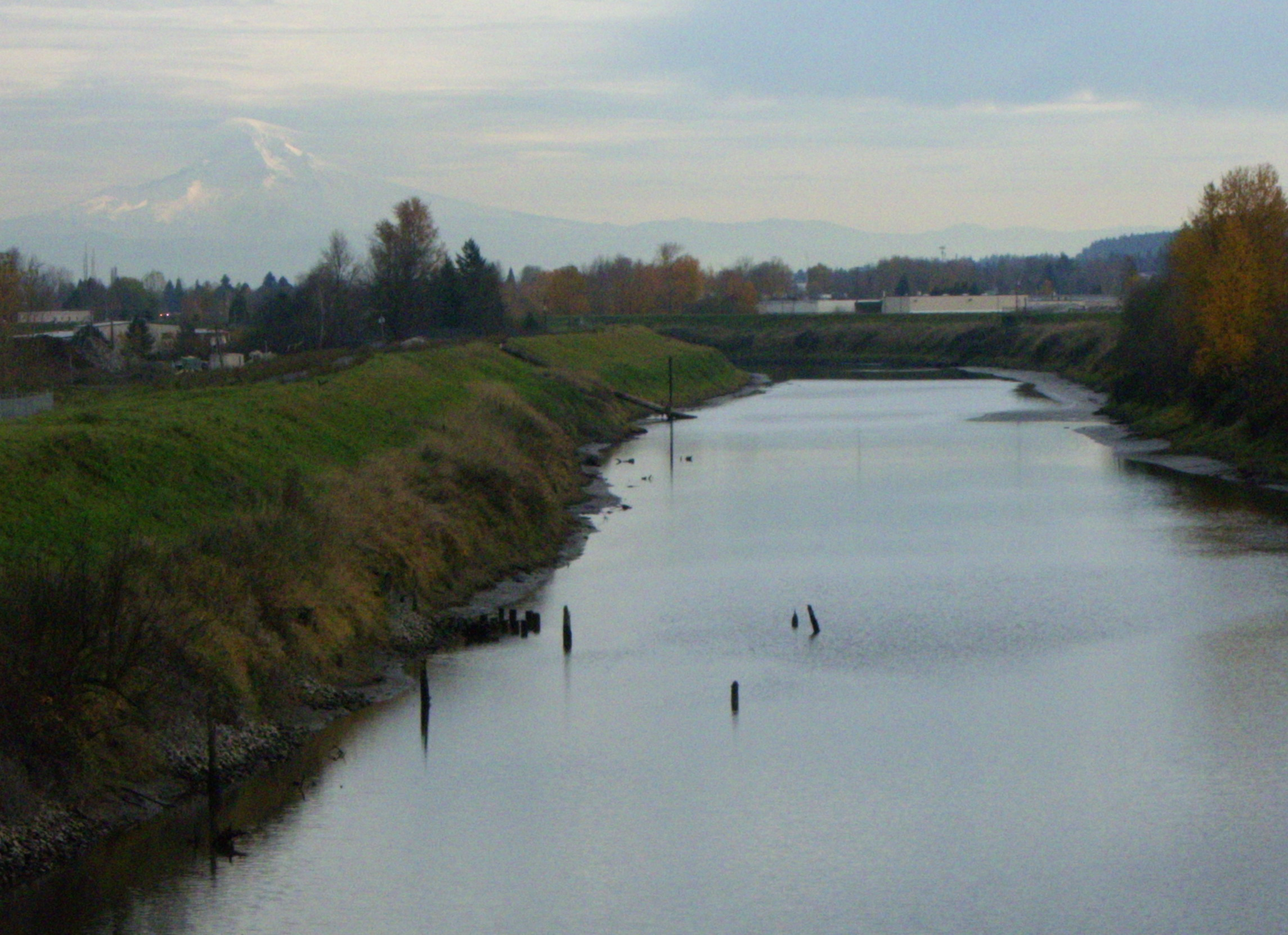
オレゴン州道99E号線（マーティン・ルーサー・キング・ジュニア通り）付近のスラウ下流部。左側の堤防上にフッド山が見えている。

コロンビア・スラウは、その面積がおよそ 2,000平方キロメートル (770 sq mi) に及ぶポートランド盆地の一画にある。この盆地はオレゴン州のウィラメットバレーの北端に広がり、ワシントン州クラーク郡もその一部に含む。この領域の地下には、古くとも1600万年前に形成されたコロンビア川玄武岩群の固結した溶岩が横たわっている。その上に堆積した沖積層の厚みは少なくとも 300メートル (1,000 ft) はある。およそ1000万年前、東方のカスケード山脈にある火山が噴火し、大量の泥や火山灰、火山砕屑物がコロンビア川に流入し下流へ押し流された。中新世から鮮新世初期にかけて玄武岩上に堆積した未固結の砂礫層は、トラウトデール層の一部をなしている。テュアラティン川の谷筋からクラーク郡まで南北に広がるこの地層は、帯水層としてバンクーバーやポートランドの主要な水源となっている。
ポートランド盆地は、ポートランド西部のテュアラティン川 (ウェスト・ヒルズ) にある断層やウィラメット川右岸に沿って延びるイースト・バンク断層、そしてさらに東のグレシャム付近にある断層群の運動によって、緩やかに拡大している。およそ300万年前に、盆地やその南東のカスケード山脈山麓部の薄く伸び広がった地殻を貫いて噴火が発生し、数多くの小規模な火山やスコリア丘を作り出した。このボーリング溶岩原の火山群から噴出した火山灰やスコリアなどの火山砕屑物がトラウトデール層を嵩ましした。
約1万5000年前、アイダホ州北部のクラーク・フォーク川を起点として 氷期における大災害であるミズーラ洪水がたびたび発生し、コロンビア川流域が幾度も浸水することとなった。この洪水により大量の土砂が堆積し、コロンビア渓谷では崖の上端まで水にあふれ、ウィラメットバレーを全長 160キロメートル (100 mi) 、幅 100キロメートル (60 mi) 、水深 90メートル (300 ft) の湖と変えた。この洪水によりポートランドのロッキー・ビュートの表土は洗い流され、西側に砂礫が堆積して全長 8-キロメートル (5 mi) の砂州地形が形成された。コロンビア・スラウの南に並行して延びるアラメダ・リッジがそれにあたる。
ポートランド盆地の拡大に寄与している断層群は大規模な地震を引き起こす可能性がある。1841年に観測が開始されて以降、そのほとんどが人には揺れを感じられないレベルではあるが、盆地の地下で数千回以上の地震が発生している。観測史上で最大規模の地震はマグニチュード 5 に達する. 1892年、この規模の地震が発生しポートランド・ダウンタウンでは30秒も揺れが続いた。1962年にポートランドの北 11キロメートル (7 mi) 地点で発生した地震はマグニチュード 4.9～5.2 と推定されている。

## 水文

### 降水量および流出量
ポートランド国際空港で観測された1961年～1990年にかけての年平均降水量は約 910ミリメートル (36 in) であった。おおむね 530ミリメートル (21 in) が11月から2月にかけて降り、6月から9月にかけては 100ミリメートル (4 in) 程度でしかない。気温が氷点下となるのは年間30日以下であり、降水のほとんどは雨として大地に降り注ぐ。
歴史的に、流域に降った雨の大半は植生に吸収されたのち湿地に流れ込み、大地に浸透するか蒸散していた。冬季の大雨は地下水を涵養し、乾燥する夏の間もスラウの水源を維持した。都市開発により植生や吸水性土壌が空港の滑走路や屋根、道路、倉庫に駐車場といった硬い表面に変わっていくと、この循環は断たれた。1999年の調査では、流域面積の54パーセントが不透水面へ化したと推定されている。大雨により地表を流出する水は、昔であれば何日もかけてスラウに流れ込んだであろうが、現在では数時間で到達してしまう。

### 主水路
20世紀以前は、スラウとその分流や周囲の湖沼は、コロンビア川の氾濫原の一部であった。川の増水時には、スラウの終点から約 27キロメートル (17 mi) 地点のビッグ・フォー・コーナーズ付近から、スラウへ河水が流入していた。1917年、地権者は洪水調整を目的にペニンシュラ第1治水区 (Pen-1) と第2治水区 (Pen-2)、マルトノマ郡第1治水区 (MCDD) を設立した。4か所目として、サンディ川流域開発会社がフェアビューとトラウトデール周辺のスラウ上流域を管理している。2008年までに、各治水区は 48キロメートル (30 mi) に及ぶ堤防に揚水ポンプ場、水門などの治水施設を整備している。

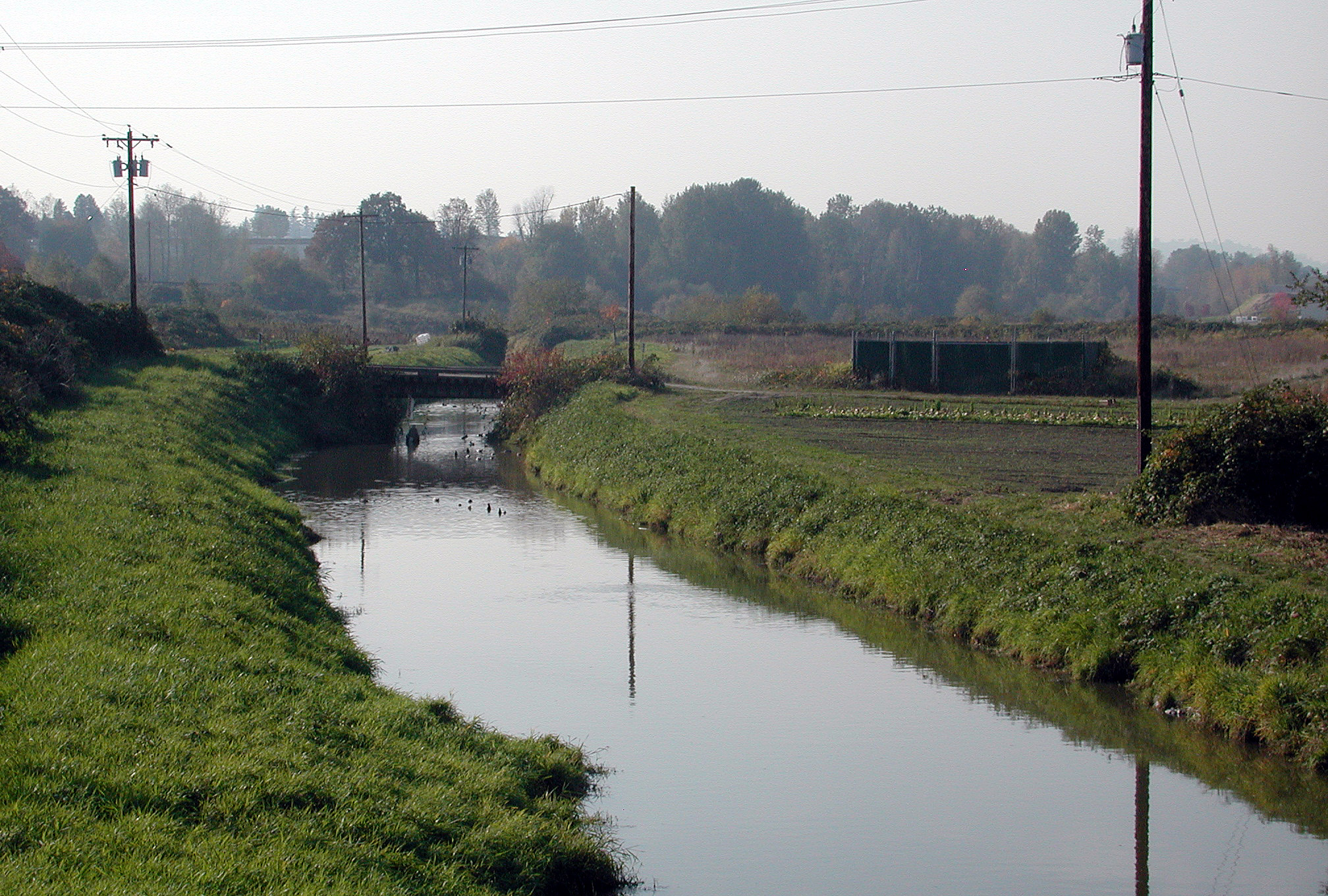
フェアビュー湖直近のスラウ上流部

スラウ上流部は、水源である終点からおよそ 30キロメートル (18.5 mi) 地点のフェアビュー湖から 5キロメートル (3 mi) 下流にある「ミッド＝ダイク堤防」の樋門までを指す。この区間は MCDD の管轄で、堤防に囲われた 1,070ヘクタール (2,650エーカー) をカバーする。ミッド＝ダイク堤防から北へ向けて水路が伸びており、ビッグ・フォー・コーナーズ付近のコロンビア川堤防（マリーン・ドライブ）上にある MCDD 第4ポンプ場まで続いている。 通常時、スラウを流れる水は解放された樋門よりミッド＝ダイク堤防を抜けていくが、増水時には樋門を閉め隣接するポンプで北側の水路へ水を流し込み、そのままコロンビア川に排出する。このポンプの最大排水能力は 17,300リットル毎秒 (275,000 U.S. gal/min) である。。
ミッド＝ダイク堤防と終点から 13.7キロメートル (8.5 mi) 地点にある Pen-2 堤防までの中流域も、MCDD の管轄である。この管轄区の面積は 2,771ヘクタール (6,848エーカー) で、周囲を堤防に囲まれており数多くの分流や池や湖、泉が存在する。第1ポンプ場が Pen-2 堤防に設けられており、堤防を通過するスラウの樋門の役割を果たしている。樋門の開閉による流量調整にくわえ、潮汐による逆流が生じていたり通常の流下が停滞した場合にポンプを駆動させて、中流域の水を下流へ排水している。このポンプ場の排水能力は 16立方メートル毎秒 (250,000 US gal/min) である。
スラウ下流域の水位は Pen-1 と Pen-2 の両治水区が管理しており、MCDD によるポンプ場の操作よりもウィラメット川の状況に大きく影響を受ける。潮汐の影響によりスラウ下流域の水位は、おおむね一日に2度、 30センチメートル (12 in) から 61センチメートル (24 in) も上下する。流れの方向も潮汐に従う。Pen-1 と Pen-2 の管轄は、州間高速道路5号線の橋梁で分かれており、Pen-1 が 5号線の西（下流）側の 365ヘクタール (901エーカー) を、Pen-2 が東側の 597ヘクタール (1,475エーカー) を管理している。複数のポンプ場が設置され、分水路の水を主流に流している。スラウ下流域は堤防で保護されておらず、100年に一度の洪水に対して脆弱である。

### 河川と湖沼

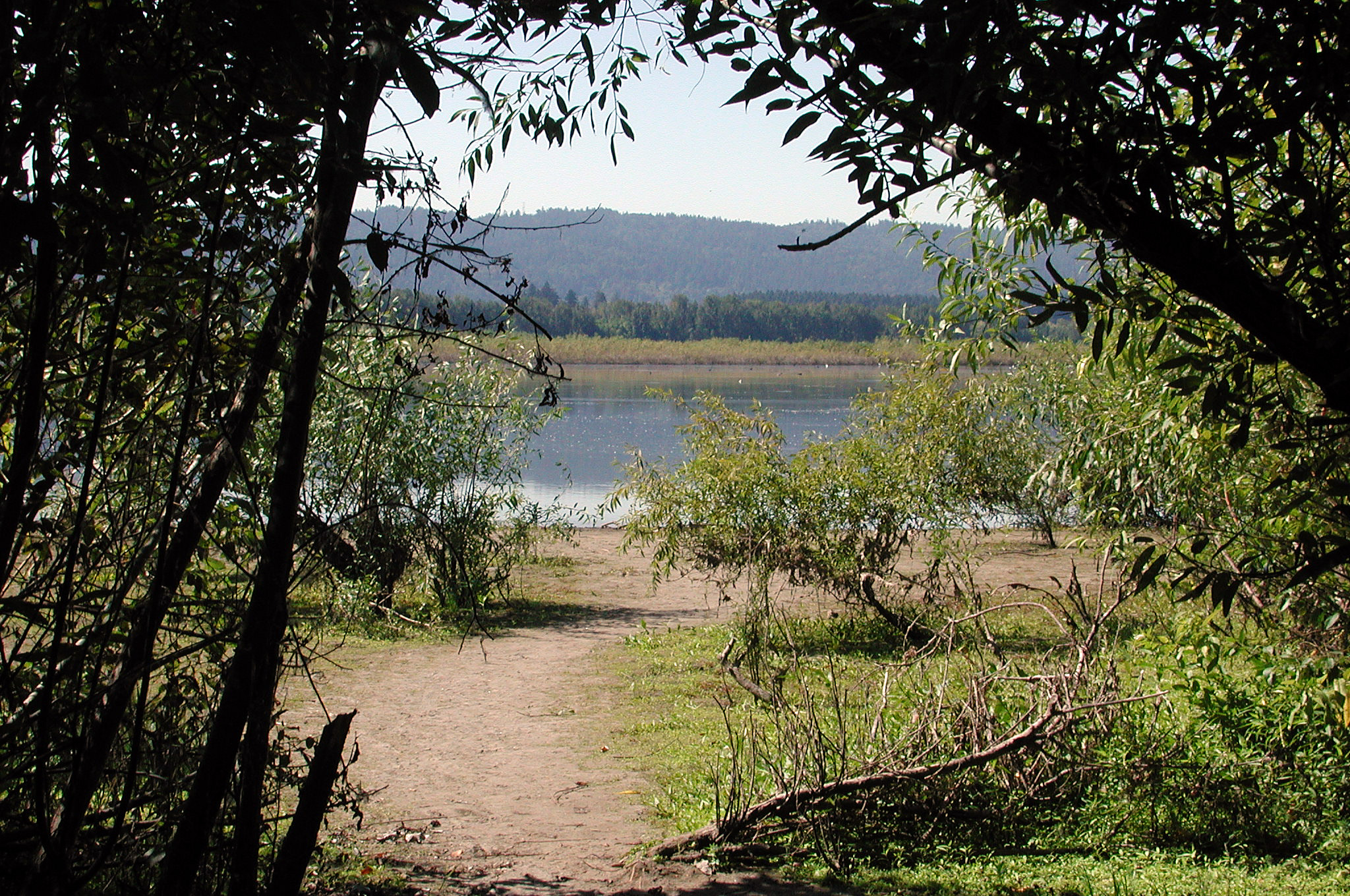
北岸から望むスミス湖

かつてフェアビュー川は、ビッグ・フォー・コーナーズのやや上流で湿地を南から北へ通り抜けてコロンビア川に注いでいた。20世紀初頭、治水当局がフェアビュー川周囲の湿地とコロンビア・スラウの間に水路を建設した。1960年には湿地の西側にダムを造り、貯水とレクリエーション活動目的にフェアビュー湖を造成した。この湖の面積は 40ヘクタール (100エーカー) で、水深は 1.5 - 1.8メートル (5 - 6 ft) である。フェアビュー川の水源はグランド・ビュート周辺の湿地帯で、グレシャムとフェアビュー市内を 8キロメートル (5 mi) 北上して湖に至る。フェアビュー川には名称のある支流が二つあり、それぞれノー・ネイム川とクリア川である。オズボーン川という小川も湖に流入しており、湖水は堰と暗渠を通ってスラウ上流へ流れ込んでいる。
コロンビア・スラウの流域にある支流は、一つを除いてすべてフェアビュー湖に流れ込むが、湧水も流域のあちらこちらで湧いている。スラウに直接合流する唯一の支流がウィルケス川で、全長約 3キロメートル (2 mi) あり、南からスラウ上流域で合流する。以前は南からスラウに流入していた支流が数多くあったが、すべて埋め立てるか暗渠化された。流域内にはスラウの本流以外に数多くの水域が存在する。スラウ中流域周辺には、バッファロー・スラウやホウィットカー・スラウ、ジョンソン湖、ホウィットカー池、プリズン池などの分水路や小規模な湖が散在する 。下流域のスミス・アンド・バイビー湿地自然地域は、面積が 810ヘクタール (2,000エーカー) あり、市街地にある淡水湿地としては全米でも最大級の広さである。全長 1.6-キロメートル (1 mi) のノース・スラウがバイビー湖と本流をつないでいる。バイビー湖の出口に治水施設があり、湖の水位を調整している。

### 帯水層と井戸
地表付近の帯水層からスラウ上流から中流域に流出する地下水は、 1.4 and 2.8立方メートル毎秒 (50 and 100 cu ft/s)  と推定されている。
雨水の浸透と人工的に設けられた浸透池が、この薄い帯水層を涵養している。地質学者はこの帯水層の下に、浸透性の低い粘土層などの地層によって分離された主に４つの帯水層を特定している。ポートランド市水道局は、コロンビア川南岸に深い帯水層まで掘りぬいた井戸を複数管理している。2004年時点で、稼働している25基の井戸より、 18 - 183メートル (60 - 600 ft) の深さから一日当たり 380,000立方メートル (100×106 US gal) の水を汲みだしていた。この井戸群は、ポートランド市の主要給水源であるブル・ラン川流域における渇水や非常時の補助として、1976年から2003年にかけて掘削された。水道企業のロックウッド・ウォーター・ピープルズ・ユーティリティ・ディストリクトやフェアビュー市も、スラウ上流域に3つの井戸を設けている。

## 歴史

### 初期入植者

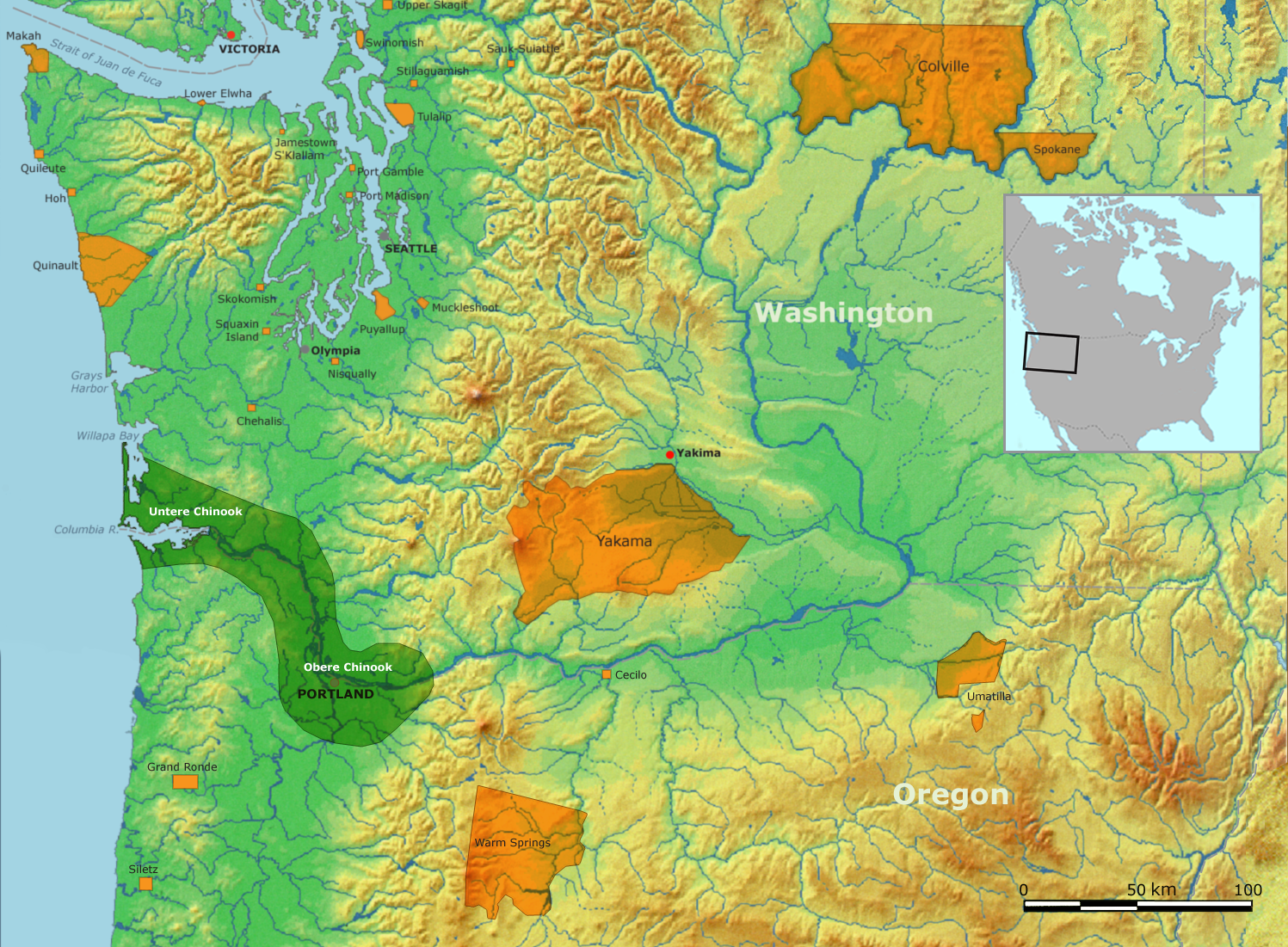
コロンビア・スラウを含むコロンビア川下流域のうち、濃緑色で示した範囲が伝統的なチヌーク族の居住地。チヌークの一族であるクラカマス族は、19世紀中葉までスラウ周辺で狩猟や漁業を営んでいた。

考古学的証拠により、10,000年前までにはコロンビア川下流域にアメリカ先住民が居住しており、その東端はスラウからおよそ 110キロメートル (70 mi) 東にある現在のザ・ダルズにまで及んでいたと推定されている。2,000年から3,000年前までに、クラカマス族がスラウの南方 40キロメートル (25 mi) でウィラメット川に合流する
クラカマス川流域に居住していた。クラカマス族はコロンビア川渓谷のセリロ滝から太平洋にかけてのコロンビア川沿いに定住したチヌーク族の支族であり、彼らの居住地にはウィラメット滝より下流のウィラメット川沿岸域が含まれる。ウィラメット川合流点周辺のコロンビア川氾濫原には数多くの分流や湖、湿地があり、毎年のように洪水に見舞われていた。チヌーク族は周囲から分離していたスラウの水面を経由して、二つの規模の大きい支流の間を行き来しながら狩猟や漁猟を行っていた。彼らの主要食糧源はサケとチョウザメにヒナユリであった。
1792年、イギリス人探検家のウィリアム・ロバート・ブロートンが、非先住民として初めてコロンビア川を遡り、サンディ川の合流点までたどり着いた。一行は、ウィラメット川とコロンビア川に挟まれた、コロンビア・スラウの合流点の対岸にあるソーヴィー島で幕営した。ブロートンは様々なチヌーク族の人々と遭遇する一方、周囲を探検しスラウの北にあるヘイデン島 (オレゴン州)などの地理的様相を地図に書き起こした。ルイス・クラーク探検隊がこの地にたどり着いたのは1806年のことで、その当時クラカマス族は1,800人ほどの人口があり、11の集落に分かれて居住していた。ソーヴィー島では、チヌーク族の支族であるムルトノマ族の約800人が、5つの集落に分かれて定住していたと探検隊は推測している。
1825年、ハドソン湾会社がスラウから見てコロンビア川の対岸にバンクーバー砦を建設し、西海岸の統括本部を設立した。このイギリスの城砦は毛皮交易の中心となり、やがて太平洋北西岸全体の商業的要地となった。1830年代までに、非先住民の探検家や交易商人が持ち込んだ天然痘やマラリア、麻疹などの疾病により、コロンビア川下流域に居住していた先住民人口の90パーセントが失われた。1846年には、イギリスとアメリカ合衆国が領有を争っていたバンクーバー砦やポートランド盆地、コロンビア・スラウ流域を含むオレゴン・カントリーをアメリカ合衆国が獲得し、オレゴン準州として編入された。1851年までにクラカマス族の人口は88人にまで急落し、1855年に部族は合衆国へ地所を明け渡す条約に署名した。

### 農業・商業・工業

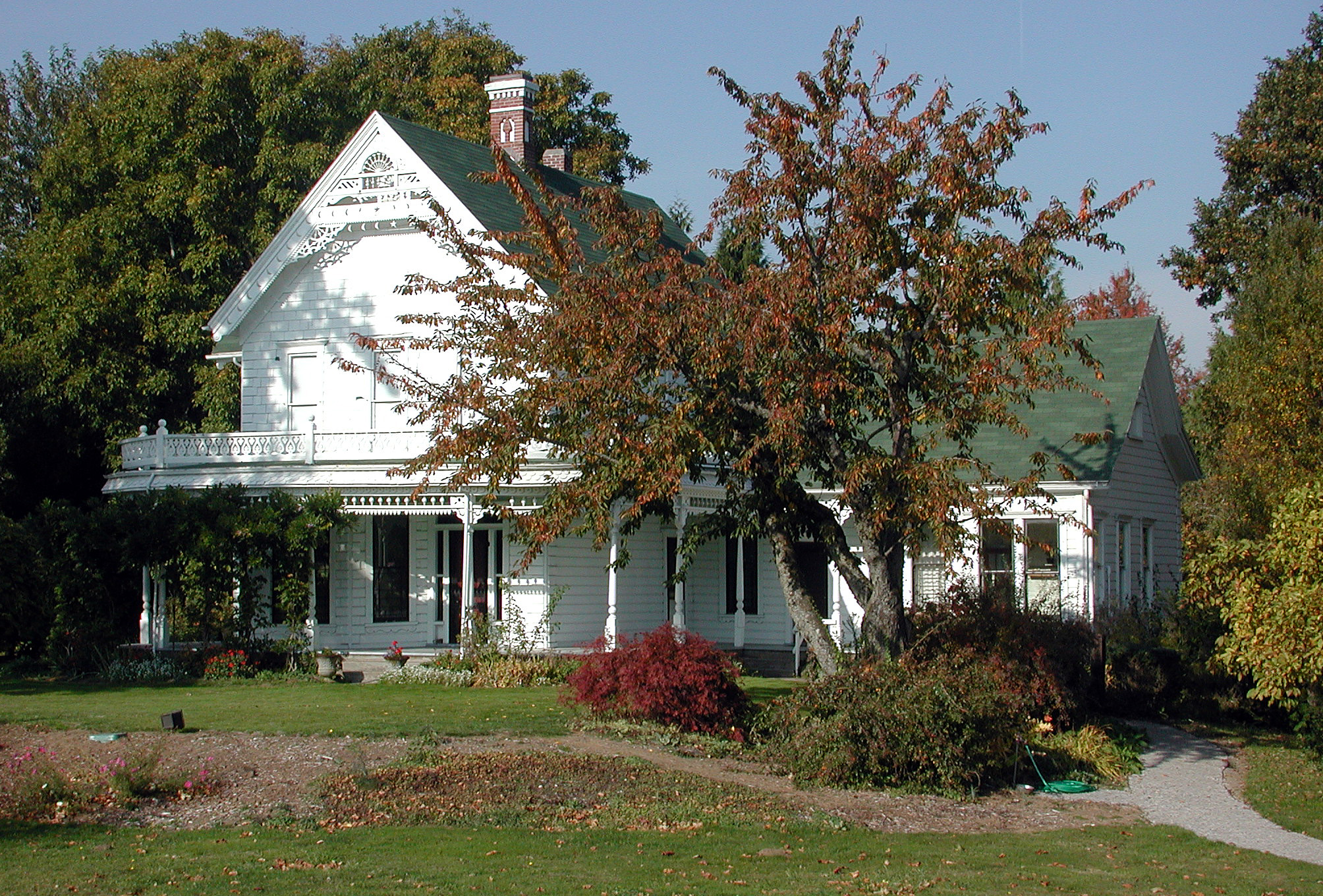
ジェイコブ・ツィマーマン邸。1874年築。スラウ上流域に酪農場を開いた開拓者の元住宅

1850年に成立した寄付地請求法に基づき、白人入植者はコロンビア・スラウ流域の土地を取得していった。入植者の一人のルイス・ラヴは流域の樹木を伐採し、スラウを利用してポートランドへ運び売りさばくことで成功した。他の入植者もスラウ周辺から材木を運び出し、製材所を建てて漁業や農業に勤しんだ。1852年、ジェイムズ・ジョンがコロンビア川とウィラメット川に挟まれた半島部を拠点にフェリー業を開始した。同年のうちに半島で築かれた集落は、彼の名にちなみセント・ジョンズと命名されている。1891年に制定されたポートランド港設置法により、セント・ジョンズはウィラメット川の河港として発展する展望が開けた。1902年に、この半島に類似する場所での灌漑、治水、湿地の開発を奨励する開拓法が連邦議会で可決された。。1907年には、スポケーン・ポートランド・アンド・シアトル鉄道が半島を横断する鉄道の建設を開始した。この鉄道と港湾整備は大きな期待を集めた。1909年に刊行された“The Peninsula”という名称の広報用出版物では、『セント・ジョンズ：運命の都市』と題して以下のように記述されている。

自然はセント・ジョンズに大いなる恵みを与えた。望みのままに旅をしてどこまでも行こう。セント・ジョンズほど素晴らしく自然に恵まれた場所はそうありません。街が築かれたまっすぐに伸びた大地、十分な深さを持つ二つの川、航行可能なスラウ、そして自然が巧みに創りあげた目を見張る景観により、この地は産業や居住にとって理想的な場所となっている。

### 排水による水質汚染
ポートランドは発展にともないセント・ジョンズを編入して半島部を取り込み、さらに東のスラウ流域へと拡大を続けた。1906年、食肉加工業者のスウィフト・アンド・カンパニー社（現 JBS USA）がセント・ジョンズの東の土地を 1,400ヘクタール (3,400エーカー)  購入し、ケントンのコミュニティーを拓いた。他の企業も食肉加工場や屠畜場をスラウ周辺で建設していき、1911年までに、ポートランドは太平洋岸北西部で最大級の家畜市場となった。20世紀初頭を通じて、上記の企業や畜産場、酪農場、製材所などからの排水がスラウに垂れ流され続けた。1910年にはポートランド北部の住宅地からの生活排水をスラウに流し込む下水管の埋設が開始された。1917年、スラウ周辺の地権者が洪水調整のために3つの治水区を設立した。彼らは流域に広がる農業・工業・商業施設を洪水から守るために、排水溝を掘り、既存の水路を浚渫し、堤防を建設した。またスラウに溜まる汚水を川からの導水で洗い流すことを目的に、市の土木技術者はペニンシュラ運河を造成した。しかし、上げ潮によるスラウの逆流と運河の両端の標高にほぼ差がなかったことから、計画通りには進まなかった。
その後の30年にわたって、スラウ周辺には製材所や木材加工業者が立ち並び、木材いかだを曳くタグボートが水路を行き来した。また流域内で運送会社が物流拠点を建設していった。ポートランド市はスラウ下流域で小規模な水路を埋め立てセント・ジョンズ埋立地を設定し、中流域では新たにポートランド国際空港を開港した。ウィラメット川の水質汚染を危惧する活動家や市民団体がスラウの浄化運動を展開したが、有権者は排水処理への公金支出に反対した。スラウの水質は悪化をたどり、スラウ内の貯木場では従業員が汚濁水につかった丸太の取り扱いを拒否する事態に発展した。

### 第二次世界大戦以後
真珠湾攻撃を契機に日米間で太平洋戦争が開戦すると、時の大統領フランクリン・ルーズベルトは西海岸に居住するすべての日系人を抑留する大統領令に署名した。ポートランド市内にはおよそ1,700名の日系人がおり、スラウ周辺で農園を構えたり事業を営んでいるものもいた。1942年に政府は彼らに自宅からの退去を強制し、一時的にケントンの畜産展示場へ収容し、その後内陸の強制収容所へ移送され1945年まで帰宅が許可されなかった。

1942年、カイザー造船会社は、スラウ下流域のセント・ジョンズとポートランド市オーバールック地区のスワン島、そしてワシントン州ヴァンクーバーの3か所にある大規模造船所で軍用船舶の建造を開始した。セント・ジョンズとヴァンクーバーではリバティー船、スワン島では油槽船が造られていた。セント・ジョンズ造船所はリバティー船建造で全米一の規模となった。ヘンリー・J・カイザーは、造船所の従業員と家族が居住するスペースを確保するため、四方を高さ 5 - 8メートル (15 - 25 ft) の堤防に囲まれたスラウ下流域に広がる沼地や牧草地、農地を含む 260ヘクタール (650エーカー) を買い上げた。彼はその場所に新しい街を築き上げ、創建当時の名称はカイザーヴィル、後にヴァンポートと改名された。1943年までにヴァンポートの人口は39,000人に達し、オレゴン州で第二の人口を抱える都市となり、これはアメリカ合衆国における最大規模の戦時住宅都市計画であった。終戦後、人口はおよそ18,500人に減少した。これは1948年5月30日に、洪水によりヴァンポート西側の堤防が決壊した際の人口とおおむね等しい。その破綻は穏やかな日の午後に発生した。流れ込んだ奔流はすぐに「這い寄る浸水」となり、スラウの存在が濁流を押しとどめたことで35分から40分の間浸入が遅れた。水位の上昇が緩慢になったことにより、ほとんどの住民は溺死を免れた。郡の検視官による公式な報告では、15名が亡くなり7名が行方不明となっている。洪水は街を破壊し、再建は終ぞ行われなかった。
このヴァンポート洪水が、スラウの堤防を改善する契機となった。100年に一度の洪水にも耐えられるよう、決壊した堤防は再建され脆弱な区画には強化が施された。ペニンシュラ運河について、市は堤防の改修ではなく両端の閉塞を選択した。この災害はオレゴン州の高等教育にも影響を与えている。1946年に設立されたヴァンポート・エクステンション・センターが洪水により破壊された結果、オレゴン州高等教育委員会はポートランド・ダウンタウンに施設を再建し、これが後にポートランド州立大学となった。

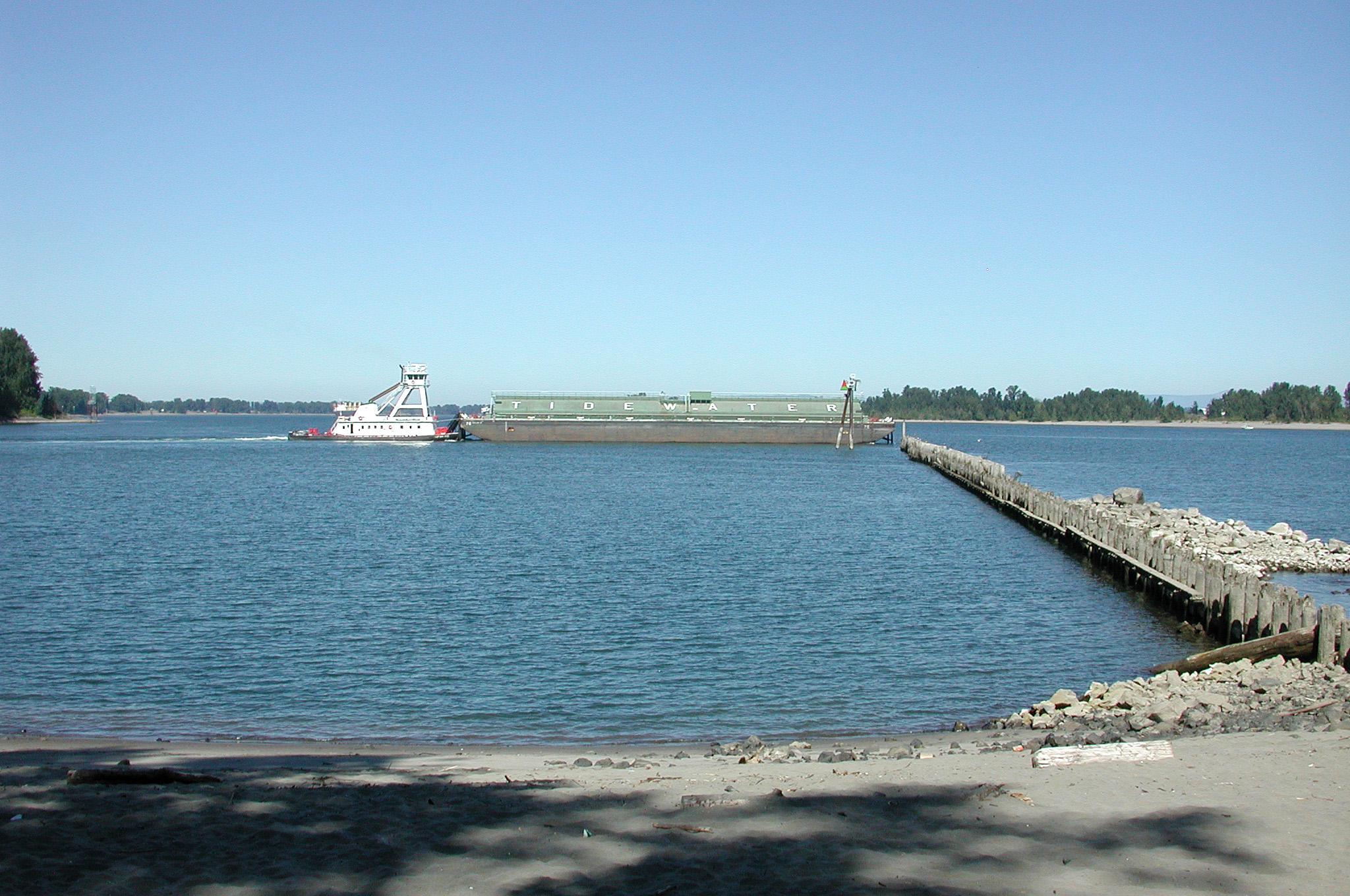
スラウ流域の半島部の突端にあるケリー・ポイント公園を回り込むように、タグボートがはしけを押航している。

スラウとその流域の土地利用に関する議論は20世紀の終わりまで続いた。1964年にポートランド港湾局は産業振興に舵を切り、その用地としてコロンビア川の浚渫土砂を利用してスミス湖やバイビー湖、ラムゼー湖の埋め立てを開始した。1970年代にオレゴン州議会は、スミス湖とバイビー湖が該当する魚類や野生動物の生息環境の改善以外の目的で水面の標高が 3.4メートル (11 ft) 以下の湖水の埋め立てを禁止する法律を可決した。1960年代後半にオレゴン州知事トム・マッコールが提案したウィラメット・グリーンウェイ計画では、ウィラメット川とその多くの支流において川岸に公園やレクリエーション区域の設置を推進することになっていたが、スラウ流域はその対象として考慮されなかった。都市計画関係者の中には、スラウの汚染状況は劣悪を極めており、その改善は目標として崇高であるものの非現実的とみなし、このまま産業振興に邁進したほうが良いと主張する者もいた。
1978年、連邦議会はオレゴン州の要請に応え、コロンビア・スラウを航行不可とした。この措置により、スラウの浚渫事業が終了し、レクリエーションに利用可能となった。1970年代以降でスラウに影響を及ぼした法令としては、連邦水質浄化法やオレゴン州総合土地利用計画法が挙げられる。1986年、経済団体がスロウ上流部で商業開発を開始し、その後ポートランド市が都市再開発基金を活用して空港周辺で産業プロジェクトの支援をおこなった。1996年に市はウィタカー池群自然地域を取得し、児童向けの教育プログラムを開始した。

## 水質汚染

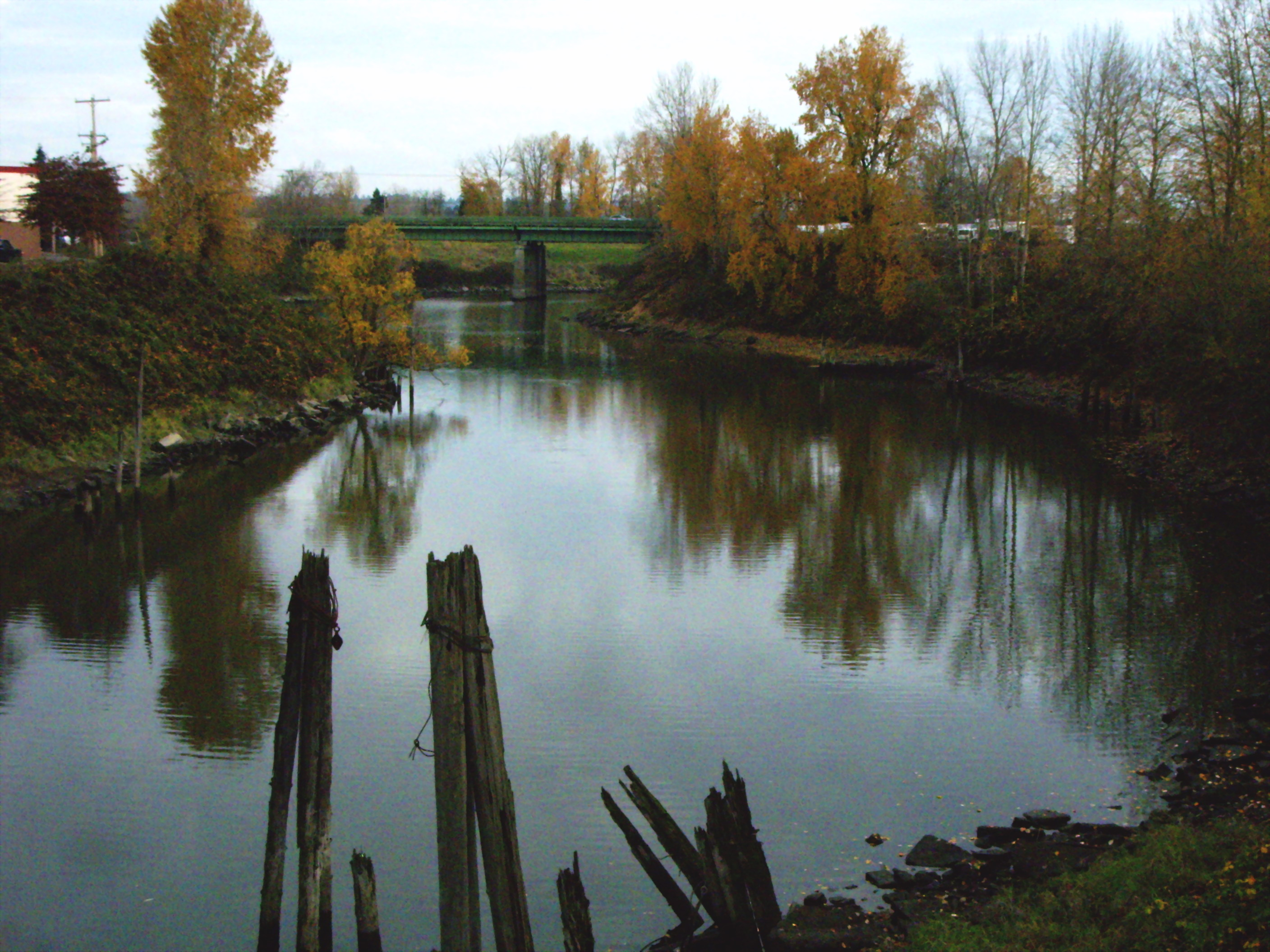
ノース・バンクーバー通りと交差する地点のコロンビア・スラウ。オレゴン州道99号線（マーチン・ルーサー・キング・ジュニア通り）が緑の橋上を通っている。

ポートランドでは何年もの間、未処理下水を直接水路に垂れ流していたが、1952年に最初の下水処理場をスラウ下流域に建設した。このコロンビア・ブルーバード下水処理場は市内全域から集まってくる下水と雨水を処理し、コロンビア川に排水していた。大雨によって流入する雨水が処理能力を超えた場合、13か所設けられた排水口から汚水をスラウに流していた。
1991年に、ポートランド市はスラウ下流域にあったセント・ジョンズ埋立地を閉鎖した。市民活動団体の圧力を受けて、市は1993年にスラウ流域へ 15-メートル (50 ft) もの環境保護区域を設けることに同意した。訴訟リスクを抑えるため、1994年に市はスラウの徹底的な浄化を開始し、翌年にはこの作業の予算として EPA から1000万ドルもの助成金を受けた。
1986年から1995年にかけて、オレゴン州環境局 (DEQ) が調査したウィラメット川下流域の河川の中で、コロンビア・スラウは最低レベルの水質汚染スコアをたたき出していた。DEQ の調査地点は終点から 4.2キロメートル (2.6 mi) 上流のランドフィル道路で、DEQ が使用しているオレゴン水質指数は10（最低）から100（最高）までの値を取るが、コロンビア・スラウの平均値は22だった。比較として、ダウンタウン・ポートランドに位置するホーソーン橋で調査したウィラメット川本流における同時期の平均値は74であった。DEQ の報告書によるとランドフィル道路地点におけるスラウの水質は、リン酸塩とアンモニア、硝酸塩、大腸菌、浮遊物質濃度が高く、生物化学的酸素要求量も大きな値を示した。夏季の高音下ではスラウの富栄養化も極度に進んだ。
ポートランド港湾局は、空港からスラウへ流入する航空機用除氷剤を減らす取り組みを1997年から開始していたが、まれではあったが貯水池が溢水した際に、濃縮した化学物質（主にグリコール）が直接スラウに流出していた。2012年までに、港湾局は空港から排出する化学物質を収集・貯蔵・処理するシステムを改善し、仮に溢水が発生してもそのほとんどがスラウではなくコロンビア川へ排出するように変わった。
2000年までにポートランド市は、合流式下水道からの溢水がスラウに流入することを防止するためにおよそ2億ドルを費やした。また、スラウ上流域および中流域において、浄化槽と汚水溜を公共下水道利用に切り替えた。1995年から2002年にかけて BES が行った水質調査によると、DEQ の水質基準において糞便汚染の指標生物である「大腸菌」の値は、スラウ上流域と下流域ではほぼ常に基準を満たし、下流域でも概ね健全であった。こういった水質改善の努力にもかかわらず、スラウに生息する魚介類は食用に耐えない。マルトノマ郡保険局などの当局は、スラウで獲れる魚やザリガニにはポリ塩化ビフェニル（PCB）や農薬が蓄積しているため、摂取を避けるか大幅に減らすよう勧告している。

## 生態系

### 生息地
1850年代に始まった開発により、スラウ流域内の動植物の生息域は大きく変化した。2005年にポートランド環境局は、米国公有地管理総局が実施した初期の測量結果を利用して、1851年と2003年のスラウ流域の状況を比較した報告書を公表した。それによると、1851年においては流域全体が野生生物の生息域となっていたが、2003年には33パーセントにまで減少している。また、1851年には流域面積の約10パーセントが水域だったが、2003年までに半分が陸地化した。また流域の22パーセントを占めていた湿地は 1パーセントにまで大きく削られ、産業・商業・住宅用地は0パーセントから34パーセントまで増大した。加えて、2003年時点で存続していた生息地においても、ヒマラヤン・ブラックベリー等の侵略的外来種による影響を受け、あるいは道路によって分断されている。スラウ沿いの水辺地はそのほとんどが狭隘か皆無に近く、堤防周辺を含めて樹木の存在しない場所も多い。
2002年、ポートランド市とマルトノマ郡第1治水区、米国陸軍工兵隊は、スラウ沿いに 11キロメートル (7 mi) も渡って流路の蛇行やテラス状湿地を造成することで、生息地の改善プロジェクトを開始した。また、1996年に開始された流域緑化プログラムにより、ポートランド市は地権者と協力して外来種を駆除し在来種の移植を行った。その結果、2005年までに概ね 64キロメートル (40 mi) におよぶスラウの水辺地で 200ヘクタール (500エーカー) を越える面積への移植を達成している。市や Metro、利害関係者団体が行った他の取り組みには、連続した水辺回廊による分断した生息地の接続や緑の回廊への障害の除去、スラウの水文的連結の回復、可能な範囲での氾濫原の再生などが挙げられる。

### 魚類および野生動物

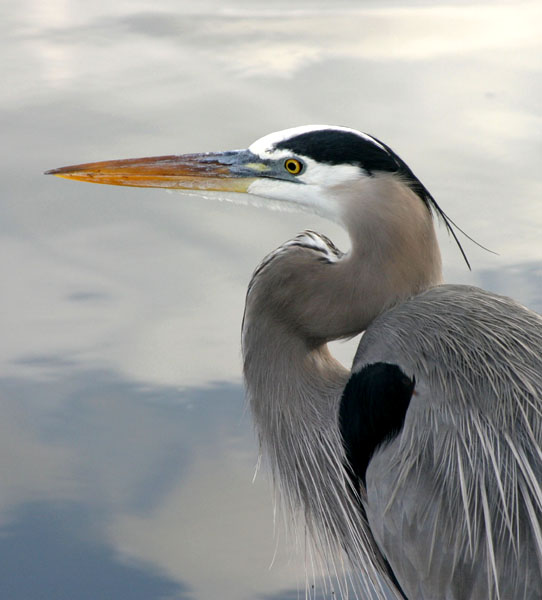
オオアオサギ。この水鳥はスラウ流域に繁殖地を構えている。

スラウ流域の生息地は面積を減らし外来種の影響を受けているものの、依然として様々や野生動物の営みを支えている。その中には、ポートランドの外では未確認の種も存在する。150種を超える鳥類や26種の魚類、そして12種の在来種である両生類にブチイシガメ、ビーバー、マスクラット、カワウソ、オグロジカなど、1850年の調査においてスラウ流域で記録されたほとんどの種が今でも確認できている。サケやマスの稚魚がスラウ下流域やスミス湖、バイビー湖で確認できる。ノドキリマスの亜種、コースタル・カットスロート・トラウトがフェアビュー川やオズボーン川に生息している。在来種の淡水性二枚貝3種の棲息がスラウとスミス湖、バイビー湖で確認されている。ザリガニもスラウ全域で見かけることができる。ハクトウワシが留鳥として確認され、オオアオサギの営巣地が流域内に築かれている。渡り鳥としては、12種以上のカモやガチョウ、ハクチョウ、猛禽類、そして新熱帯区の沿岸域に生息する鳥や鳴鳥が観察されている。スラウで確認されている外来種としては、ヌートリアやコイ、ウシガエル、ホシムクドリなどが挙げられる。

### 植生
スラウ流域は、米国環境保護庁 (EPA) が指定したウィラメット・バレー生態地域の一部である、ポートランド／バンクーバー盆地生態地域内に位置している。流域全体に、ブラック・コットンウッドやアカクキミズキ、ヤナギ、オレゴン・ホワイト・オーク、オレゴン・アッシュが散在し、オモダカの仲間やコロンビア・セージが限られた領域に分布している。スラウ自体には、水草や藻類が繁茂し、所々で水流を妨げ水質低下の要因となっている。隣接するゴルフコースや運動施設には、在来種の草花がほとんど存在していない。宅地や商業・工業用地には往々にして落葉性の街路樹（一部に針葉樹）や草花、そして在来か外来かを問わず低木が植えられている。侵略的外来種として、ヒマラヤン・ブラックベリーやセイヨウキヅタ、クサヨシ、エゾミソハギ、イタドリが観察される。

## レクリエーション

### 公立公園
スラウの水源であるフェアビュー湖の南岸に、フェアビュー市が管理する面積 2.1ヘクタール (5.2エーカー) のレイクショア公園がある。北岸側には、 26-ヘクタール (64-エーカー) のブルー湖を擁するMetro管理の 41-ヘクタール (101-エーカー) を占めるブルー・レイク広域公園が設けられている。更に北東のチヌーク・ランディング河岸公園も Metro が運営しており、面積 27ヘクタール (67エーカー) に渡るオレゴン州最大規模の、コロンビア川沿いの公営舟遊用公園である。
ポートランド市公園局 (PPR) が管理するビッグ・フォー・コーナーズ湿地はスラウの終点から 27キロメートル (17 mi) に位置し、約 67ヘクタール (165エーカー) の湿地と林野を有する。この湿地にはシカやコヨーテ、

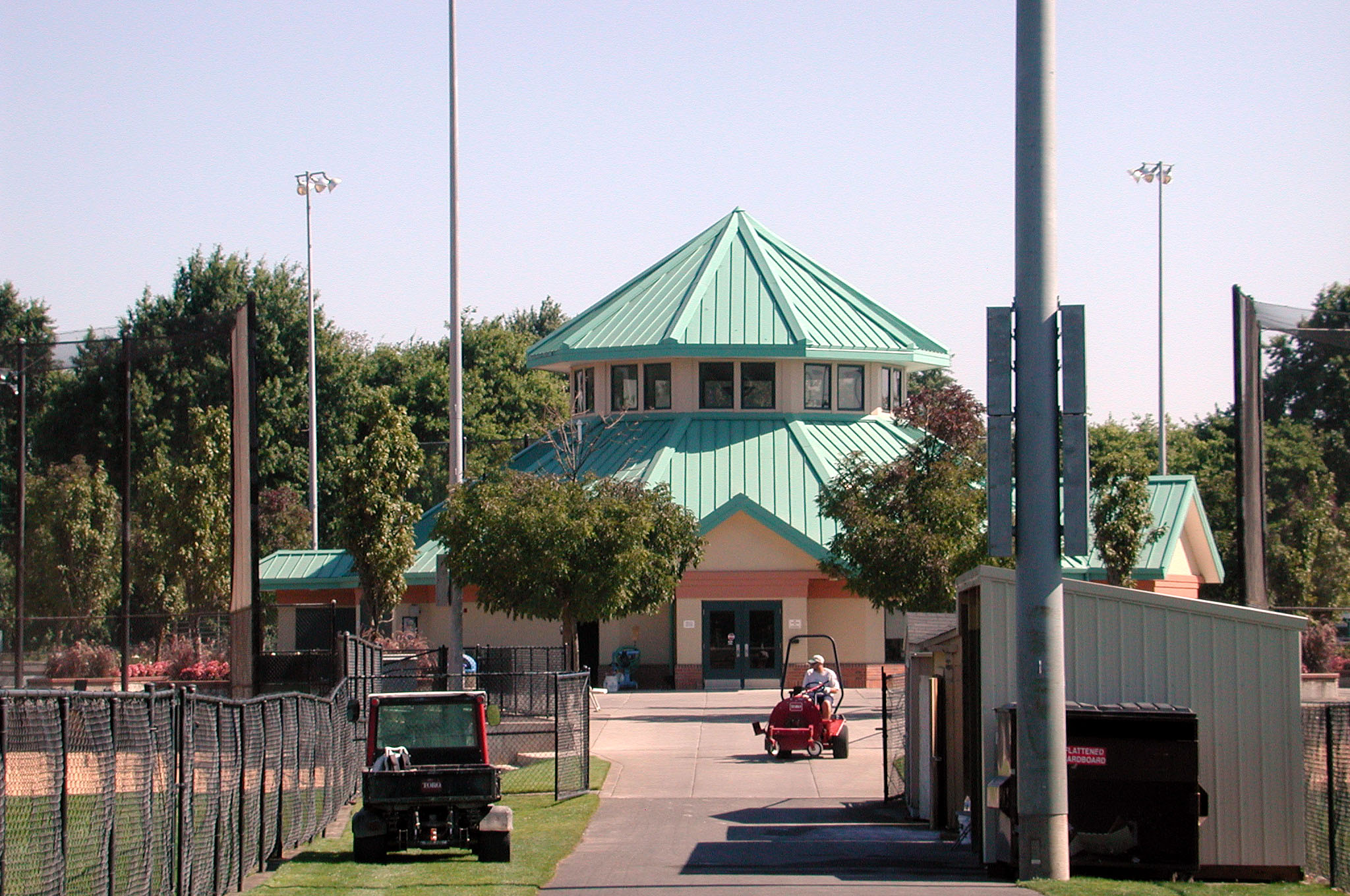
イースト・デルタ公園のスポーツ複合施設の本館

カワウソに様々な鳥や両生類が生息しており、市内で4番目に大きい自然保護区である。その下流部では様々な利益団体のコンソーシアムが、ジョンソン湖で 6.1ヘクタール (15エーカー) もの面積の自然再生活動を行っている。終点からおよそ 16キロメートル (10 mi) 地点にあるウィテカー・ポンズ自然公園は 10-ヘクタール (25-エーカー) の広さがあり、トレイルの散策やカヌー、庭園や野草の咲き乱れる草原を楽しむことができる。ウィトカー・ポンズの西には PPR が管理する 12-ヘクタール (29-エーカー) の敷地に、アメリカ合衆国の州木の一覧を取りそろえたコロンビア子供植物園がある。
デルタ・パークは、かつてヴァンポートが存在していた、州間高速道路5号線を挟んでスラウとコロンビア川の狭間の敷地に造園された大規模な市営公園である。およそ 34ヘクタール (85エーカー) の面積があるイースト・デルタ・パークには、スポーツ複合施設とさまざまな街路樹を取りそろえた植物園がある。自動車やバイク・自転車によるレースが開催されるポートランド・インターナショナル・レースウェイは、ウエスト・デルタ・パークの約 118ヘクタール (292エーカー) を占めている。レースウェイの隣には、面積 140ヘクタール (340エーカー) のヘロン・レイクス・ゴルフコースがある。敷地内には湿地とヴァンポートについての説明表示板がある。スミス・アンド・バイビー湿地自然地域は Metro が管理する公立公園と自然保護区で、デルタ・パークのちょうど西にあり、およそ 810ヘクタール (2,000エーカー) の敷地に全米で最大級の都市域淡水湿地が広がっている。ケリー・ポイント公園は面積 42ヘクタール (104エーカー) で、コロンビア川とウィラメット川が形作る半島部の先端に位置する。

### トレイル
コロンビア川に隣接して、40マイル・ループが、スラウ流域の北限に沿うようにして通っている。他の区間には、I-205 自転車道のように流域を南北に横切るものもあるが、未完成のコロンビア・スラウ・トレイルのように、ほとんどがスラウに沿って東西に延びている。40マイル・ループはポートランドを始めとするマルトノマ郡を囲うように整備中の緑道トレイルである。元々は1905年にポートランドで開催されたルイス＝クラーク100年記念博覧会の計画に携わった建築家オルムステッド兄弟によって提案されたトレイルで、計画全長が 230キロメートル (140 mi) にまで延伸され、ポートランド市内を囲むとともにコロンビア川やサンディ川、ウィラメット川、ジョンソン川沿いの公園を結んでいる。スラウ流域内の公園や公共空間には独自の歩道や自転車道が設けられており、その一部は40マイル・ループに接続している。このトレイルには、未だ多くのギャップが存在している。
スラウ流域の東縁に沿って、グレシャム市がグレシャム＝フェアビュー・トレイルのうち、 2.00キロメートル (1.24 mi) を開通させている。このトレイルは最終的にジョンソン川沿いのスプリングウォーター・コリドールとコロンビア川沿いの40マイル・ループを接続する、延長 8.4キロメートル (5.2 mi)  のハイキングやサイクリング用トレイルとして計画された。流域の西側では、ペニンシュラ・クロッシング・トレイルがセント・ジョンズを流れるウィラメット川沿いのウィラメット・コーヴとコロンビア川沿いの40マイル・ループを結んでいる。この 4.8-キロメートル (3 mi) の直線状のハイキングおよびサイクリング用トレイルは、スラウ下流部を横断しスミス湖とヘロン・レイクス・ゴルフコースの間を通っている。また、このトレイルは平坦で、車椅子でも利用可能である 。設備としては、ピクニック・エリアや玄武岩を彫り抜いたベンチ、インスタレーション作品などがある。

### 舟遊
コロンビア・スラウは基本的に流れが緩やかで、カヌーやカヤックの初心者から利用可能である。スラウ本流は全域が舟航可能だが、堤防などを艇体を担いで陸路で迂回しなければならない場所が複数存在する。BES は、概ね 29キロメートル (18 mi) 程度の本流をカヌーで下りきるには少なくとも9時間必要だと評価している。スラウ下流部の 13.7キロメートル (8.5 mi) 区間では、潮汐による流れが生じるため、パドリングが必要な時間帯がある。水源のフェアビュー湖や終点近くのケリー・ポイント公園など、本流沿いに8か所の乗り場が設けられている。

## 関連記事
- オレゴン州の河川一覧（英語版）

### 注記
1. ↑  アメリカ国立気象局は、ワシントン州バンクーバーの水位計のデータが 7.3メートル (24 ft)  を越えると「ポートランドおよびバンクーバー一帯にある数多くのスラウで氾濫が発生する可能性がある」と述べている[11]。この水位計が洪水のピークとして 8.29メートル (27.20 ft)  を記録したのは、コロンビア・スラウで最大規模の逆流を観測した二日後の1996年2月9日だった[11]。バンクーバーの水位計では、1948年のヴァンポート洪水の際など過去により高い水位を記録したこともあったが[11]、いずれもコロンビア・スラウに流量計が設置される前の出来事である。
2. ↑  スラウの流れは、日々潮汐により逆流しているが、USGSは2007年から水量記録から潮汐の影響を除去している[3]。スラウの終点から 13.7キロメートル (8.5 mi) 地点に設けられた堤防により、潮汐の影響は中流域に及んでいない[8]。送水管やポンプ・システムにより堤防より上流の流れは制御されている[12]
3. ↑  コロンビア川を遡上する潮水は海から約 37キロメートル (23 mi) で止まるため、コロンビア・スラウの潮汐流は汽水ではなく淡水である[13]。コロンビア川における潮汐の影響は、河口から 235キロメートル (146 mi) 離れたボンネビル・ダムまで及んでいる[14]。また、ウィラメット川に対しては 42.6キロメートル (26.5 mi) 上流まで及び、合流点から 24キロメートル (15 mi) 地点のロス島（英語版）まで逆流が観測されている[15]。

### 書籍
- Bishop, Ellen Morris (2003). In Search of Ancient Oregon: A Geological and Natural History. Portland, Oregon: Timber Press. ISBN 978-0-88192-789-4
- Wild in the City: A Guide to Portland's Natural Areas. Portland, Oregon: Oregon Historical Society Press. (2000). ISBN 978-0-87595-273-4
- Little, Charles E. (1990). Greenways for America. Baltimore, Maryland: Johns Hopkins University Press. ISBN 978-0-8018-5140-7
- Maben, Manley (1987). Vanport. Portland: Oregon Historical Society Press. ISBN 978-0-87595-118-8
- McArthur, Lewis A.; McArthur, Lewis L. (2003). Oregon Geographic Names (7th ed.). Portland: Oregon Historical Society Press. ISBN 978-0-87595-277-2
- Taylor, George H.; Hannan, Chris (1999). The Climate of Oregon: From Rain Forest to Desert. Corvallis: Oregon State University Press. ISBN 978-0-87071-468-9

### ジャーナル
- Mockford, Jim (Winter 2005). “Before Lewis and Clark, Lt. Broughton's River of Names: The Columbia River Exploration of 1792”. Oregon Historical Quarterly (Portland, Oregon: Oregon Historical Society.) 106 (4):  542–67. doi:10.1353/ohq.2005.0011. JSTOR 20615586.
- Stroud, Ellen (1999). “Troubled Waters in Ecotopia: Environmental Racism in Portland, Oregon”. Radical History Review (New York, N.Y.: MARHO) 1999 (74):  65–95. doi:10.1215/01636545-1999-74-65. ISSN 0163-6545.  オリジナルのApril 29, 2015時点におけるアーカイブ。 2010年2月15日閲覧。.

### 報告書
- Taylor, Barbara (1998). Salmon and Steelhead Runs and Related Events of the Sandy River Basin – A Historical Perspective (PDF) (Report). Portland General Electric. 2007年7月10日時点のオリジナル (PDF)よりアーカイブ. 2010年2月15日閲覧.{{cite report}}:  CS1メンテナンス: デフォルトと同じref (カテゴリ)
- Taylor, Barbara (1999). Salmon and Steelhead Runs and Related Events of the Clackamas River Basin: A Historical Perspective (PDF) (Report). U.S. Fish and Wildlife Service. 2006年3月12日時点のオリジナル (PDF)よりアーカイブ. 2010年2月15日閲覧.{{cite report}}:  CS1メンテナンス: デフォルトと同じref (カテゴリ)

### 地図
- United States Geological Survey. United States Geological Survey Topographic Map, Sauvie Island, OR quad (Map). TopoQuest. 2008年12月26日閲覧.
- City Street Map: Portland, Gresham (Map) (2007 ed.). G.M. Johnson and Associates. ISBN 978-1-897152-94-2.
- Streets of Portland (Map) (2006 ed.). Rand McNally. ISBN 0-528-86776-8.
- Vancouver, Camas/Washougal Washington (Map) (2003 ed.). Rand McNally. ISBN 0-528-99919-2.

### Webサイト
- Bureau of Environmental Services (2008年). “Columbia Slough Watershed”.   City of Portland. 2015年8月8日時点のオリジナルよりアーカイブ。2008年5月25日閲覧。
- “Water-Data Report 2011: USGS 14211820 Columbia Slough at Portland, OR”.   United States Geological Survey (USGS). 2012年11月23日閲覧。
- “Columbia Slough”. Geographic Names Information System.   United States Geological Survey (1980年11月28日). 2008年5月25日閲覧。 合流点の標高は、GNISの緯度経度を用いて Google Earth より取得。
- “slough”. Merriam-Webster Online. 2008年12月29日閲覧。
- Portland Bureau of Environmental Services (2002年). “A Paddler's Access Guide: Columbia Slough” (PDF).   City of Portland. 2015年4月29日時点のオリジナルよりアーカイブ。2008年7月26日閲覧。
- “Flood Statement, Bulletin No. 47, National Weather Service, Portland, OR”.   University of Oregon (1996年2月7日). 2015年8月8日時点のオリジナルよりアーカイブ。2010年2月23日閲覧。
- “Columbia River at Vancouver”.   National Weather Service, Advanced Hydrologic Prediction Service (2015年2月12日). 2015年8月8日時点のオリジナルよりアーカイブ。2015年8月8日閲覧。
- Portland Bureau of Environmental Services (2008年). “Columbia Slough: About the Watershed”.   City of Portland. 2015年4月29日時点のオリジナルよりアーカイブ。2008年11月29日閲覧。
- “Description: Columbia River Basin, Washington”.   United States Geological Survey (USGS) (2002年). 2009年1月1日閲覧。
- “Quick Facts”.   Lower Columbia River Estuary Partnership. 2015年8月8日時点のオリジナルよりアーカイブ。2015年8月8日閲覧。
- “Sediment Oxygen Demand in the Lower Willamette River, Oregon, 1994”.   United States Geological Survey. p. 2. 2015年8月9日時点のオリジナルよりアーカイブ。2010年2月24日閲覧。
- “Columbia Slough”.   Metro (Oregon regional government) (2008年). 2008年12月5日閲覧。
- Bureau of Environmental Services (2015年). “About Watershed Report Cards”.   City of Portland. 2015年5月18日時点のオリジナルよりアーカイブ。2015年5月10日閲覧。
- Bureau of Environmental Services (2015年). “Report Cards”.   City of Portland. 2015年5月18日時点のオリジナルよりアーカイブ。2015年5月10日閲覧。
- Bureau of Environmental Services (2015年). “What We Measure”.   City of Portland. 2015年7月28日時点のオリジナルよりアーカイブ。2015年5月10日閲覧。
- Bureau of Environmental Services (2015年). “Columbia Slough Report Card”.   City of Portland. 2015年8月9日時点のオリジナルよりアーカイブ。2015年5月10日閲覧。
- Evarts, Russell C. (2004年). “Geologic Map of the Saint Helens Quadrangle, Columbia County, Oregon, and Clark and Cowlitz Counties, Washington”.   United States Geological Survey. 2015年8月8日時点のオリジナルよりアーカイブ。2008年10月6日閲覧。
- “Portland Basin”.   Washington State Department of Natural Resources (2015年). 2015年8月9日時点のオリジナルよりアーカイブ。2015年8月9日閲覧。
- “MCDD Flood Protection: SDIC”.   Multnomah County Drainage District (2015年). 2015年9月14日閲覧。
- “The Wetlands”.   Friends of Smith and Bybee Lakes (2008年). 2003年4月17日時点のオリジナルよりアーカイブ。2008年12月10日閲覧。
- “Multnomah Indians”. Lewis and Clark Interactive Journey Log.   National Geographic (2008年). 2015年5月11日時点のオリジナルよりアーカイブ。2008年10月8日閲覧。
- “Fort Vancouver: Frequently Asked Questions”.   National Park Service, U.S. Department of the Interior (2006年). 2015年8月7日時点のオリジナルよりアーカイブ。2008年10月10日閲覧。
- Bureau of Planning (2001年). “Guild's Lake Industrial Sanctuary Plan” (PDF).   City of Portland. 2015年8月5日時点のオリジナルよりアーカイブ。2008年10月8日閲覧。
- “Oregon History: The "Oregon Question" and Provisional Government”. Oregon Blue Book.   Oregon State Archives (2008年). 2008年10月11日閲覧。
- “Zimmerman House”.   Parks and Recreation Division, City of Gresham (2008年). 2016年3月13日時点のオリジナルよりアーカイブ。2008年12月23日閲覧。
- “St. Johns the City of Destiny”.   Center for Columbia River History. 2008年6月7日時点のオリジナルよりアーカイブ。2010年2月15日閲覧。
- “When Cattle Was King: Kenton”.   Center for Columbia River History. 2007年11月16日時点のオリジナルよりアーカイブ。2010年2月15日閲覧。
- “Survival on the Slough: Shikata Na Gai”.   Center for Columbia River History. 2015年5月11日時点のオリジナルよりアーカイブ。2010年2月15日閲覧。
- Cude, Curtis (1995年). “Laboratory and Environmental Assessment, Lower Willamette Basin”.   Oregon Department of Environmental Quality. 2015年4月30日時点のオリジナルよりアーカイブ。2008年12月21日閲覧。
- “Airport Deicing Activities During Winter Storms”.   Port of Portland (2008年12月31日). 2015年5月1日時点のオリジナルよりアーカイブ。2009年1月27日閲覧。
- “Current Status”.   Port of Portland. 2015年8月8日時点のオリジナルよりアーカイブ。2015年7月23日閲覧。
- Bureau of Environmental Services. “Columbia Slough Fish Advisory”.   City of Portland. 2015年8月9日時点のオリジナルよりアーカイブ。2015年4月30日閲覧。
- “Ecoregions of Oregon (color poster with map, descriptive text, summary tables, and photographs; downloads rather than displays)”.   United States Geological Survey (2003年). 2019年11月18日閲覧。
- “Fairview Comprehensive Plan 2004” (PDF).   City of Fairview. p. 66 (2004年6月). 2009年12月7日閲覧。
- Pfauth, Mary (2004年). “Integrated Aquatic Vegetation Management Plan for Blue Lake, Fairview, Oregon” (PDF).   Center for Lakes and Reservoirs, Portland State University. 2015年8月8日時点のオリジナルよりアーカイブ。2008年12月8日閲覧。
- “Blue Lake Regional Park”.   Metro Regional Government (2008年). 2015年8月7日時点のオリジナルよりアーカイブ。2008年12月8日閲覧。
- “Roberts, Metro Commemorate 20 Years of Chinook Landing”.   Metro Regional Government (2011年). 2015年8月9日時点のオリジナルよりアーカイブ。2015年5月11日閲覧。
- Bureau of Environmental Services (2008年). “Big Four Corners Land Acquisition” (PDF).   City of Portland. 2015年8月9日時点のオリジナルよりアーカイブ。2008年12月9日閲覧。
- Parks and Recreation Department (2009年). “Vegetation Unit Summaries for Johnson Lake Property”.   City of Portland. 2015年8月9日閲覧。
- Parks and Recreation Department (2015年). “Whitaker Ponds Nature Park”.   City of Portland. 2015年8月9日時点のオリジナルよりアーカイブ。2015年8月9日閲覧。
- Parks and Recreation Department (2008年). “Columbia Children's Arboretum”.   City of Portland. 2015年8月9日時点のオリジナルよりアーカイブ。2008年12月9日閲覧。
- Parks and Recreation Department (2008年). “Delta Park”.   City of Portland. 2008年12月10日閲覧。
- Parks and Recreation Department (2008年). “Portland International Raceway”.   City of Portland. 2008年12月10日閲覧。
- Parks and Recreation Department (2008年). “Heron Lakes Golf Course”.   City of Portland. 2015年8月10日時点のオリジナルよりアーカイブ。2008年12月10日閲覧。* “Smith and Bybee Wetlands”.   Metro Regional Government (2008年). 2015年8月8日時点のオリジナルよりアーカイブ。2008年12月11日閲覧。
- Parks and Recreation Department (2008年). “Kelley Point Park”.   City of Portland. 2015年8月10日時点のオリジナルよりアーカイブ。2008年12月11日閲覧。
- “Main Map”.   40-Mile Loop Land Trust (2014年). 2015年8月9日時点のオリジナルよりアーカイブ。2015年1月27日閲覧。
- “History of the Loop”.   40-Mile Loop Land Trust (2004年). 2015年8月9日時点のオリジナルよりアーカイブ。2015年1月27日閲覧。
- “Gresham/Fairview Trail Master Plan”.   City of Gresham (2008年). 2015年8月7日時点のオリジナルよりアーカイブ。2008年12月8日閲覧。
- Bureau of Environmental Services (2005a年). “Columbia Slough: Current Characterization: Chapter 3: A Brief History”.   City of Portland. 2015年4月27日時点のオリジナルよりアーカイブ。2010年2月15日閲覧。
- Bureau of Environmental Services (2005b年). “Columbia Slough Watershed Current Characterization: Chapter 4: Land Use and Demographics”.   City of Portland. 2015年4月27日時点のオリジナルよりアーカイブ。2008年12月26日閲覧。
- Bureau of Environmental Services (2005c年). “Columbia Slough Watershed Current Characterization: Chapter 5: Stream Flow and Hydrology Characterization”.   City of Portland. 2015年4月29日時点のオリジナルよりアーカイブ。2008年12月26日閲覧。
- Bureau of Environmental Services (2005d年). “Columbia Slough Watershed Current Characterization: Chapter 6: Water and Sediment Quality Characterization”.   City of Portland. 2015年4月27日時点のオリジナルよりアーカイブ。2008年12月27日閲覧。
- Bureau of Environmental Services (2005e年). “Columbia Slough Watershed Current Characterization: Chapter 7: Physical Habitat and Biological Communities Characterization”.   City of Portland. 2012年10月2日時点のオリジナルよりアーカイブ。2008年12月26日閲覧。